# ヘルベルト・ブロムシュテット
ヘルベルト・ブロムシュテット（典: Herbert Blomstedt、1927年7月11日 - ）は、アメリカ生まれのスウェーデン人指揮者。ライプツィヒ・ゲヴァントハウス管弦楽団、バンベルク交響楽団、シュターツカペレ・ドレスデンなどの名誉指揮者。NHK交響楽団の桂冠名誉指揮者。セブンスデー・アドベンチスト教会の信徒でもある。

## 来歴
スウェーデン人の両親の元、マサチューセッツ州スプリングフィールドに生まれる。父親はスウェーデン生まれの牧師で、母親はアメリカ生まれのピアノ教師であり、ブロムシュテットも幼い頃からピアノに親しんでいた。2歳の時に一家は帰国するが、5歳の時にはフィンランドに移りそこで5年ほど過ごした後、再びスウェーデンに戻る。6歳頃からピアノ、後にヴァイオリンのレッスンを本格的に受け、ストックホルム音楽大学やウプサラ大学で各楽器の他、音楽学や指揮法などを学んだ。1949年と1956年にはダルムシュタットで現代音楽を、またバーゼル・スコラ・カントルムでは古楽を研究している。ザルツブルクでイーゴリ・マルケヴィッチに師事、さらにジュリアード音楽学校でジャン・モレルに、バークシャー音楽センターではレナード・バーンスタインに師事した。1953年にクーセヴィツキー賞を獲得し、1955年にはザルツブルク指揮者コンクールで優勝する。
1954年2月にロイヤル・ストックホルム・フィルハーモニー管弦楽団でベートーヴェン、ヒンデミットなどの作品を指揮して指揮者として本格的にデビューする。その後、ノールショピング交響楽団、オスロ・フィルハーモニー管弦楽団、デンマーク放送交響楽団、スウェーデン放送交響楽団の首席指揮者を歴任する一方で、1975年から1985年までシュターツカペレ・ドレスデンの首席指揮者の任にあった。その後、サンフランシスコ交響楽団の音楽監督（1985年 - 1995年）、北ドイツ放送交響楽団の首席指揮者（1995年 - 1998年）を経て、1998年から2005年までライプツィヒ・ゲヴァントハウス管弦楽団の首席指揮者（カペルマイスター）を務めた。
ベルリン・フィルハーモニー管弦楽団と2010年頃から毎シーズン共演している他、ウィーン・フィルハーモニー管弦楽団とは2011年1月26日にニコラウス・アーノンクールの代役として初共演しウィーンのモーツァルト週間に登場。後に定期演奏会のほか演奏ツアーやザルツブルク音楽祭にも登場するなど常連となっている。2019年7月にはウィーン・フィルハーモニー管弦楽団名誉会員の称号を贈られた。
2018年の時点で、サンフランシスコ交響楽団の桂冠指揮者、ゲヴァントハウス管弦楽団、バンベルク交響楽団、デンマーク放送交響楽団、スウェーデン放送交響楽団、シュターツカペレ・ドレスデンの名誉指揮者である。90代の高齢に至ってなお、世界中で活発な演奏活動を行っており、名誉ポストを務める各楽団の他にもベルリン・フィルハーモニー管弦楽団、ロイヤル・コンセルトヘボウ管弦楽団、北ドイツ放送交響楽団、バイエルン放送交響楽団、パリ管弦楽団、ボストン交響楽団、クリーヴランド管弦楽団や北欧などのオーケストラに定期的に客演している。
2011年6月には、ライプツィヒ市からバッハメダル賞を、2014年にはスウェーデン王立科学アカデミーからショック賞音楽芸術部門を授与されている。
1973年、シュターツカペレ・ドレスデンの来日公演の指揮者として初来日。以降、国外のオーケストラを率いての来日のほか、1981年のNHK交響楽団への初客演以降、同楽団へ積極的に客演しており、日本においてもよく知られている指揮者となっている。なお、NHK交響楽団からは1985年に名誉指揮者、2016年に桂冠名誉指揮者の称号を贈られている。
2009年11月、チェコ・フィルハーモニー管弦楽団との客演指揮者としての来日公演において、東京・大阪をはじめ全国数ヶ所で、ブルックナーの交響曲第8番やドヴォルザークの交響曲第8番や第9番「新世界より」などを指揮した。特にサントリーホールで演奏されたブルックナーの「8番」は、大きな話題を呼んだ。
2016年67回NHK放送文化賞を受賞。
2017年11月にはゲヴァントハウス管弦楽団の創立275年記念の海外ツアーの一環で日本を訪れ、楽団初演の作品を演奏した。
2018年春の叙勲にて旭日中綬章を受章。10月に自伝が翻訳出版された（下記参照）。

## 演奏
弛緩することのないテンポで、無駄のない、透明感のあるシャープな響きを構築する。
リハーサルは非常に厳格で、オーケストラビルダーとしても一流である。N響団員からは尊敬されるとともに恐れられている。
指揮者を目指す前の学生時代にバッハに関する論文を2本執筆する程その音楽を敬愛している他、ベートーヴェン、ブラームス、ブルックナー、シューベルトなどの独墺系作品をレパートリーの中心とし、大規模な合唱曲にも手腕を発揮する。また、自らが北欧出身ということもあり、シベリウスやニールセン、ステンハンマルなどの北欧系レパートリーも演奏会やCDで積極的にとり上げている。
シュターツカペレ・ドレスデンの首席指揮者時代にはオペラも手がけた（「レオノーレ」の全曲録音あり）。現在はコンサートのみの活動である。

## 代表的な録音
シュターツカペレ・ドレスデンとの録音
- ベートーヴェン：交響曲全集
- ベートーヴェン：交響曲第9番「合唱」 （1985年、ドレスデン国立歌劇場再建記念演奏会の実況録音）
- シューベルト：交響曲全集
- ブルックナー：交響曲第4番、交響曲第7番
- ブラームス：交響曲第1番
- モーツァルト：第38番『プラハ』、第39番、第40番、第41番『ジュピター』、ホルン協奏曲、オーボエ協奏曲、フルート協奏曲第1番・第2番、ディヴェルティメント集
- ドヴォルザーク：交響曲第8番
- R･シュトラウス：英雄の生涯、ドン・ファン、ツァラトゥストラはかく語りき

他。
サンフランシスコ交響楽団との録音
- ニールセン：交響曲全集
- シベリウス：交響曲全集
- グリーグ：劇音楽《ペール・ギュント》（抜粋）
- マーラー：交響曲第2番「復活」
- ヒンデミット：交響曲「画家マティス」
- R･シュトラウス：アルプス交響曲

他。ニールセンの演奏は同曲の決定盤として評価が高い。
北ドイツ放送交響楽団との録音
- ベートーヴェン：交響曲第3番「英雄」
- バッハ：前奏曲とフーガ変ホ長調（シェーンベルク編）

他。
ライプツィヒ・ゲヴァントハウス管弦楽団との録音
- ブルックナー：交響曲全集（1番～9番）
- ブルックナー：交響曲第9番（就任当初のDECCA録音）
- ブラームス：交響曲第4番
- バッハ：ミサ曲ロ短調（映像作品）
- ベートーヴェン：ミサ・ソレムニス
- ベートーヴェン：交響曲全集

他。
バンベルク交響楽団との録音
- マーラー：交響曲第9番（2018年ライヴ）

## 訳書
- 『ヘルベルト・ブロムシュテット自伝 音楽こそわが天命』聞き手 ユリア・スピノーラ、力武京子訳、監修樋口隆一、アルテスパブリッシング、2018年。

## エピソード
- 初来日は1973年、シュターツカペレ・ドレスデンの客演指揮者としてである。ドレスデン時代には数回来日したが、「指揮者ブロムシュテット」が話題になることはあまりなかった。70-80年代に、日本の評論家でブロムシュテットを高く評価していたのは小石忠男だけであった（小石はドレスデンにて録音や演奏会に立ち会い、ブロムシュテットの高い音楽性と音楽への真摯な姿勢に感動したという）。
- ブロムシュテットは徹底した菜食主義者として有名である（宗教上の理由による）。肉だけでなく、動物の関わる食材を使用しているものは口にしない。セブンスデー・アドベンチスト教会の聖職者を父として生まれ、コンサートやリハーサルのスケジュール上の制約も自らの信条に従って決定している。NHK交響楽団へ客演した際、N響事務局は昼食に蕎麦を出したが、蕎麦つゆは鰹を出汁にしたものであると知ったブロムシュテットは麺のみを食べたという。
- NHK交響楽団へ客演した際（マーラーの交響曲第9番）、首席ホルン奏者に「もう1回吹いてくれないだろうか」と言って、本番ギリギリまで指揮者室で練習をさせた。